# سیدی سالم
سیدی سالم نام شهر و شهرستانی در استان کفر الشیخ مصر است.